# 鳥取都市圏
鳥取都市圏（とっとりとしけん）は、鳥取県鳥取市を中心とする都市圏である。

## 定義

### 「10%都市圏（通勤圏）」
鳥取市を中心とする都市雇用圏（10%通勤圏）の人口は23万9829人（2010年国勢調査基準）。
都市雇用圏（10%通勤圏）の変遷
- 10% 通勤圏に入っていない自治体は、各統計年の欄で灰色かつ「-」で示す。

| 自治体 ('80) | 1980年                 | 1990年                 | 1995年                 | 2000年                 | 2005年                 | 2010年                 | 自治体 （現在） |
| ------------ | ---------------------- | ---------------------- | ---------------------- | ---------------------- | ---------------------- | ---------------------- | --------------- |
| 鳥取市       | 鳥取 都市圏 23万9972人 | 鳥取 都市圏 24万8496人 | 鳥取 都市圏 24万9014人 | 鳥取 都市圏 24万9067人 | 鳥取 都市圏 24万7469人 | 鳥取 都市圏 23万9829人 | 鳥取市          |
| 国府町       | 鳥取 都市圏 23万9972人 | 鳥取 都市圏 24万8496人 | 鳥取 都市圏 24万9014人 | 鳥取 都市圏 24万9067人 | 鳥取 都市圏 24万7469人 | 鳥取 都市圏 23万9829人 | 鳥取市          |
| 福部村       | 鳥取 都市圏 23万9972人 | 鳥取 都市圏 24万8496人 | 鳥取 都市圏 24万9014人 | 鳥取 都市圏 24万9067人 | 鳥取 都市圏 24万7469人 | 鳥取 都市圏 23万9829人 | 鳥取市          |
| 河原町       | 鳥取 都市圏 23万9972人 | 鳥取 都市圏 24万8496人 | 鳥取 都市圏 24万9014人 | 鳥取 都市圏 24万9067人 | 鳥取 都市圏 24万7469人 | 鳥取 都市圏 23万9829人 | 鳥取市          |
| 用瀬町       | 鳥取 都市圏 23万9972人 | 鳥取 都市圏 24万8496人 | 鳥取 都市圏 24万9014人 | 鳥取 都市圏 24万9067人 | 鳥取 都市圏 24万7469人 | 鳥取 都市圏 23万9829人 | 鳥取市          |
| 佐治村       | 鳥取 都市圏 23万9972人 | 鳥取 都市圏 24万8496人 | 鳥取 都市圏 24万9014人 | 鳥取 都市圏 24万9067人 | 鳥取 都市圏 24万7469人 | 鳥取 都市圏 23万9829人 | 鳥取市          |
| 気高町       | 鳥取 都市圏 23万9972人 | 鳥取 都市圏 24万8496人 | 鳥取 都市圏 24万9014人 | 鳥取 都市圏 24万9067人 | 鳥取 都市圏 24万7469人 | 鳥取 都市圏 23万9829人 | 鳥取市          |
| 鹿野町       | 鳥取 都市圏 23万9972人 | 鳥取 都市圏 24万8496人 | 鳥取 都市圏 24万9014人 | 鳥取 都市圏 24万9067人 | 鳥取 都市圏 24万7469人 | 鳥取 都市圏 23万9829人 | 鳥取市          |
| 青谷町       | 鳥取 都市圏 23万9972人 | 鳥取 都市圏 24万8496人 | 鳥取 都市圏 24万9014人 | 鳥取 都市圏 24万9067人 | 鳥取 都市圏 24万7469人 | 鳥取 都市圏 23万9829人 | 鳥取市          |
| 岩美町       | 鳥取 都市圏 23万9972人 | 鳥取 都市圏 24万8496人 | 鳥取 都市圏 24万9014人 | 鳥取 都市圏 24万9067人 | 鳥取 都市圏 24万7469人 | 鳥取 都市圏 23万9829人 | 岩美町          |
| 若桜町       | 鳥取 都市圏 23万9972人 | 鳥取 都市圏 24万8496人 | 鳥取 都市圏 24万9014人 | 鳥取 都市圏 24万9067人 | 鳥取 都市圏 24万7469人 | 鳥取 都市圏 23万9829人 | 若桜町          |
| 智頭町       | 鳥取 都市圏 23万9972人 | 鳥取 都市圏 24万8496人 | 鳥取 都市圏 24万9014人 | 鳥取 都市圏 24万9067人 | 鳥取 都市圏 24万7469人 | 鳥取 都市圏 23万9829人 | 智頭町          |
| 郡家町       | 鳥取 都市圏 23万9972人 | 鳥取 都市圏 24万8496人 | 鳥取 都市圏 24万9014人 | 鳥取 都市圏 24万9067人 | 鳥取 都市圏 24万7469人 | 鳥取 都市圏 23万9829人 | 八頭町          |
| 船岡町       | 鳥取 都市圏 23万9972人 | 鳥取 都市圏 24万8496人 | 鳥取 都市圏 24万9014人 | 鳥取 都市圏 24万9067人 | 鳥取 都市圏 24万7469人 | 鳥取 都市圏 23万9829人 | 八頭町          |
| 八東町       | 鳥取 都市圏 23万9972人 | 鳥取 都市圏 24万8496人 | 鳥取 都市圏 24万9014人 | 鳥取 都市圏 24万9067人 | 鳥取 都市圏 24万7469人 | 鳥取 都市圏 23万9829人 | 八頭町          |

- 2004年11月1日：鳥取市が岩美郡国府町、福部村、八頭郡河原町、用瀬町、佐治村、気高郡気高町、鹿野町、青谷町を編入。
- 2005年3月31日：八頭郡郡家町、船岡町、八東町が新設合併して八頭町となった。

### 総務省の制度
鳥取市と、岩美町、若桜町、智頭町、八頭町、兵庫県新温泉町はそれぞれ協定を結び鳥取・因幡定住自立圏を形成している。